# Wiktor Leselidze
Wiktor Nikołajewicz Leselidze (ros. Ви́ктор Никола́евич Лесели́дзе, gruz. ვიქტორ ნიკოლოზის ძე ლესელიძე, ur. 25 grudnia 1906?/7 stycznia 1907 w Ozurgeti, zm. 28 czerwca 1944 k. wsi Widlica w rejonie ołonieckim) – radziecki wojskowy, podpułkownik, Bohater Związku Radzieckiego (1944).

## Życiorys
Był bratem generała Konstantina Leselidze. Skończył 6 klas gimnazjum, od 1925 służył w Armii Czerwonej, 1929 ukończył Zakaukaską Szkołę Wojskowo-Artyleryjską, od 1938 należał do WKP(b). Brał udział w wojnie z Finlandią 1939-1940, w momencie ataku Niemiec na ZSRR był dowódcą dywizjonu artylerii, później został dowódcą 619 pułku moździerzowego w 7 Armii Frontu Karelskiego, ubezpieczał ogniem z moździerzy forsowanie rzeki Świr i miasta Łodiejnoje Pole. W czerwcu 1944 uczestniczył w przełamywaniu obrony przeciwnika, torując swoim ogniem drogę piechocie w rejonie jeziora Ładoga, a później walczył w Karelii, gdzie zginął. Uchwałą Prezydium Rady Najwyższej ZSRR z 21 lipca 1944 pośmiertnie otrzymał tytuł Bohatera Związku Radzieckiego i Order Lenina.